# Keisuke Yoshida (réalisateur)
Ne doit pas être confondu avec Keisuke Yoshida (natation).
Keisuke Yoshida (吉田恵輔, Yoshida Keisuke), né le 5 mai 1975, est un réalisateur et scénariste japonais.

## Biographie
Keisuke Yoshida est diplômé de l'École des Arts visuels de Tokyo. Il travaille en tant qu'assistant, puis chef éclairagiste de Shin'ya Tsukamoto sur plusieurs tournages avant de réaliser un premier long métrage en 2005, Raw Summer (なま夏, Nama-natsu) avec lequel il remporte le grand prix du Fantastic Off-Theatre Competition lors de l'édition 2006 du Festival international du film fantastique de Yubari.
En 2008, il publie un roman Café Isobe (純喫茶磯辺, Jun kissa Isobe), qu'il adapte la même année pour le cinéma. En 2010 Sankaku, prix du meilleur film au Tama Cinema Forum, révèle au public son sens de l’humour et du portrait.
Keisuke Yoshida réalise deux films tirés d'un manga, Silver Spoon en 2014 puis Hime-anole en 2016, adapté de l’œuvre de Minoru Furuya.

## Filmographie
- 2005 : Raw Summer (なま夏, Nama-natsu?)
- 2006 : Tsukue no nakami (机のなかみ?)
- 2008 : Café Isobe (純喫茶磯辺, Jun kissa Isobe?)
- 2010 : Sankaku (さんかく?)
- 2013 : The Workhorse & the Bigmouth (ばしゃ馬さんとビッグマウス, Bashauma san to biggu mausu?)
- 2013 : Mugiko san to (麦子さんと?)
- 2014 : Silver Spoon (銀の匙, Gin no saji?)
- 2016 : Hime-anole (ヒメアノ〜ル, Hime-anōru?)[4],[5]
- 2018 : Ken'en (犬猿?)
- 2018 : Come on Irene (愛しのアイリーン, Itoshi no Irene?)[6]
- 2021 : Intolérance (空白, Kūhaku?)[7]

## Distinctions

### Récompenses
- 2006 : grand prix du Fantastic Off-Theatre Competition pour Raw Summer au Festival international du film fantastique de Yubari[3]
- 2010 : prix du meilleur film pour Sankaku au Tama Cinema Forum[4]
- 2013 : prix du meilleur réalisateur pour The Workhorse & the Bigmouth au 23e Japanese Movie Critics Awards (en)[2]

### Sélection
- 2019 : Come on Irene est présenté en compétition au 14e Festival du cinéma japonais contemporain Kinotayo[2]